# Urbaner Gartenbau

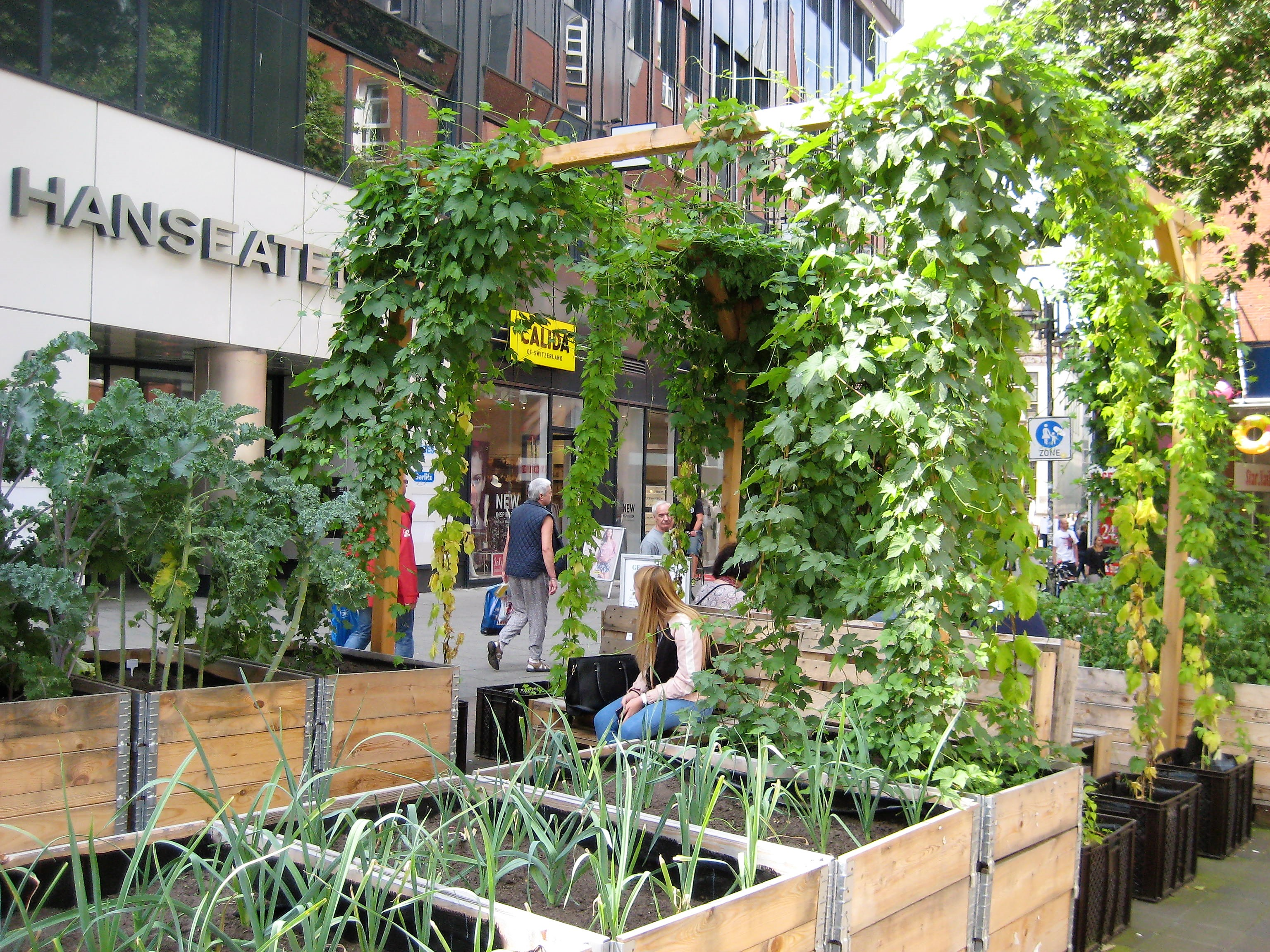
„Zwiebeln, Grünkohl und Hopfen“ – Hochbeet-Projekt auf dem Hanseatenhof in der Bremer Innenstadt, 2017

Urbaner Gartenbau, auch Urban Gardening, ist die meist kleinräumige, gärtnerische Nutzung städtischer Flächen innerhalb von Siedlungsgebieten oder in deren direktem Umfeld. Die nachhaltige Bewirtschaftung der gärtnerischen Kulturen, die umweltschonende Produktion und ein bewusster Konsum der landwirtschaftlichen Erzeugnisse stehen im Vordergrund. Städtischer Gartenbau ist eine Sonderform des Gartenbaus. Sie gewinnt aufgrund des urbanen Bevölkerungswachstums bei gleichzeitiger Reduktion landwirtschaftlicher Anbauflächen als Folge des Klimawandels oder durch Flucht aus ländlichen Bürgerkriegsregionen in sichere Städte auch für die Armutsbekämpfung an Bedeutung.

## Funktionen

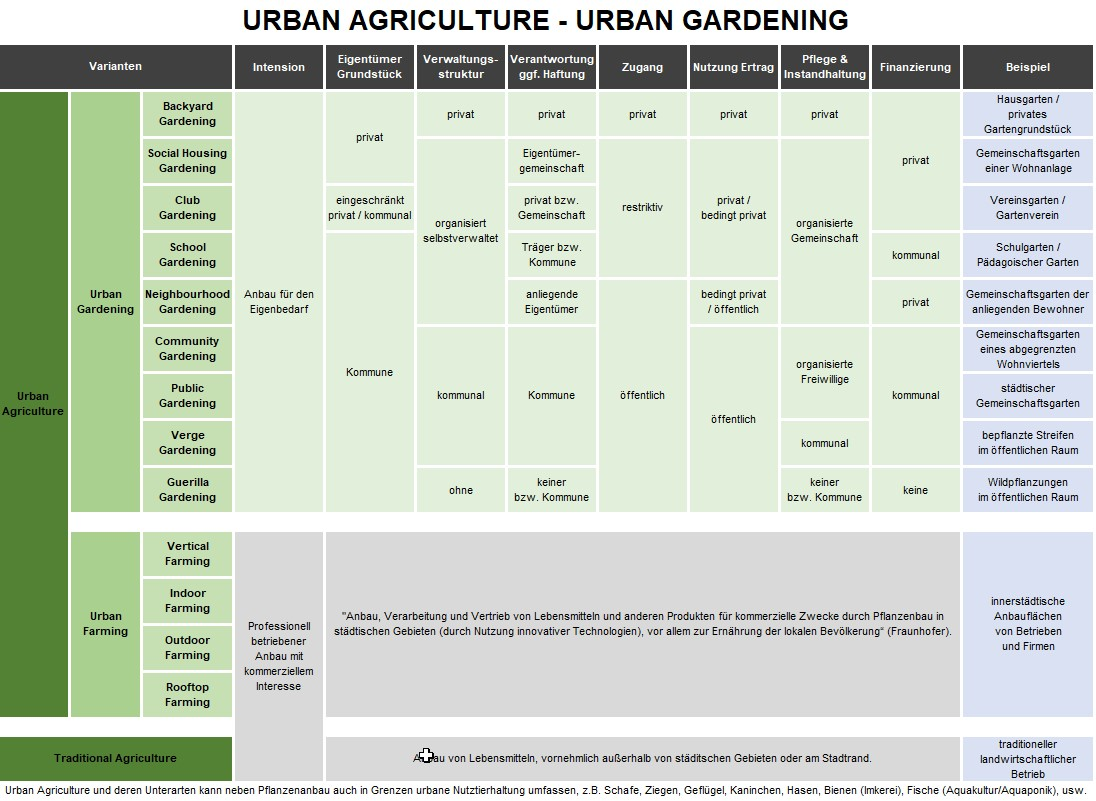
Begriffsdefinition Urban Agriculture und Urban Gardening mit Ausprägungen in verschiedenen Dimensionen

Städtischer Gartenbau erlebt in den letzten Jahren wachsendes Interesse aufgrund folgender Aspekte:
- Durch lokale Nahrungsmittelherstellung und ortsnahen Konsum können Transportwege (und somit der Ausstoß von Kohlendioxid) verringert werden.[3] Insbesondere durch den Einsatz von Gewächshäusern können die Erträge auf begrenzten Anbauflächen optimiert und Energie eingespart werden.[4]
- Integration von Landwirtschaft und städtischer Lebensweise in die natürlichen Stoffkreisläufe durch lokales Recycling von kompostierbaren Abfällen und Abwässern[5]
- Das steigende Interesse an lokaler Nahrungsmittelproduktion fügt sich ein in die generelle soziale Bewegung, die sich um das Wissen, Aufwerten oder Erhalten lokaler Spezialitäten gruppiert (z. B. Slow Food).
- Es steigt der Bedarf an Nahrungsmitteln, die umweltverträglich und sozial gerecht produziert werden, was häufig durch Eigenproduktion oder lokalen Erwerb zu erreichen versucht wird.[6]
- In armen Ländern erhalten Bewohner von Städten Möglichkeiten zur Subsistenzwirtschaft. Solche Projekte werden von internationalen Organisationen unterstützt.[7][2]
- Überbrückung von Engpässen in der Versorgung städtischen Raums mit Lebensmitteln.

Neben der (Teil-)Versorgung mit lokal angebauten Produkten hat das Gärtnern in der Stadt noch weitere Effekte: Verbesserung des städtischen Mikroklimas, Beitrag zur Artenvielfalt, nachhaltige Stadtentwicklung sowie Bildung und Sensibilisierung für nachhaltige Lebensstile. Beim Gärtnern entstehen Begegnung, Gemeinschaft und Engagement für den Stadtteil.

## Geschichte

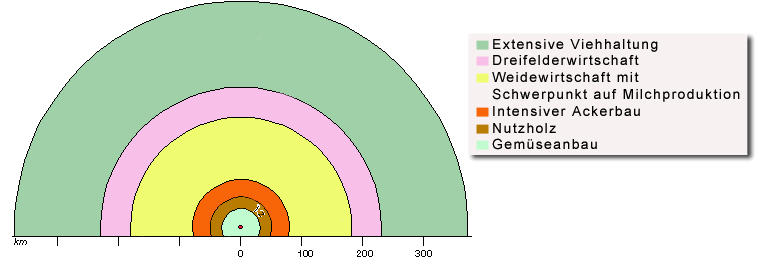
Idealschema der Anordnung der Landnutzungszonen im Thünen’schen Modell

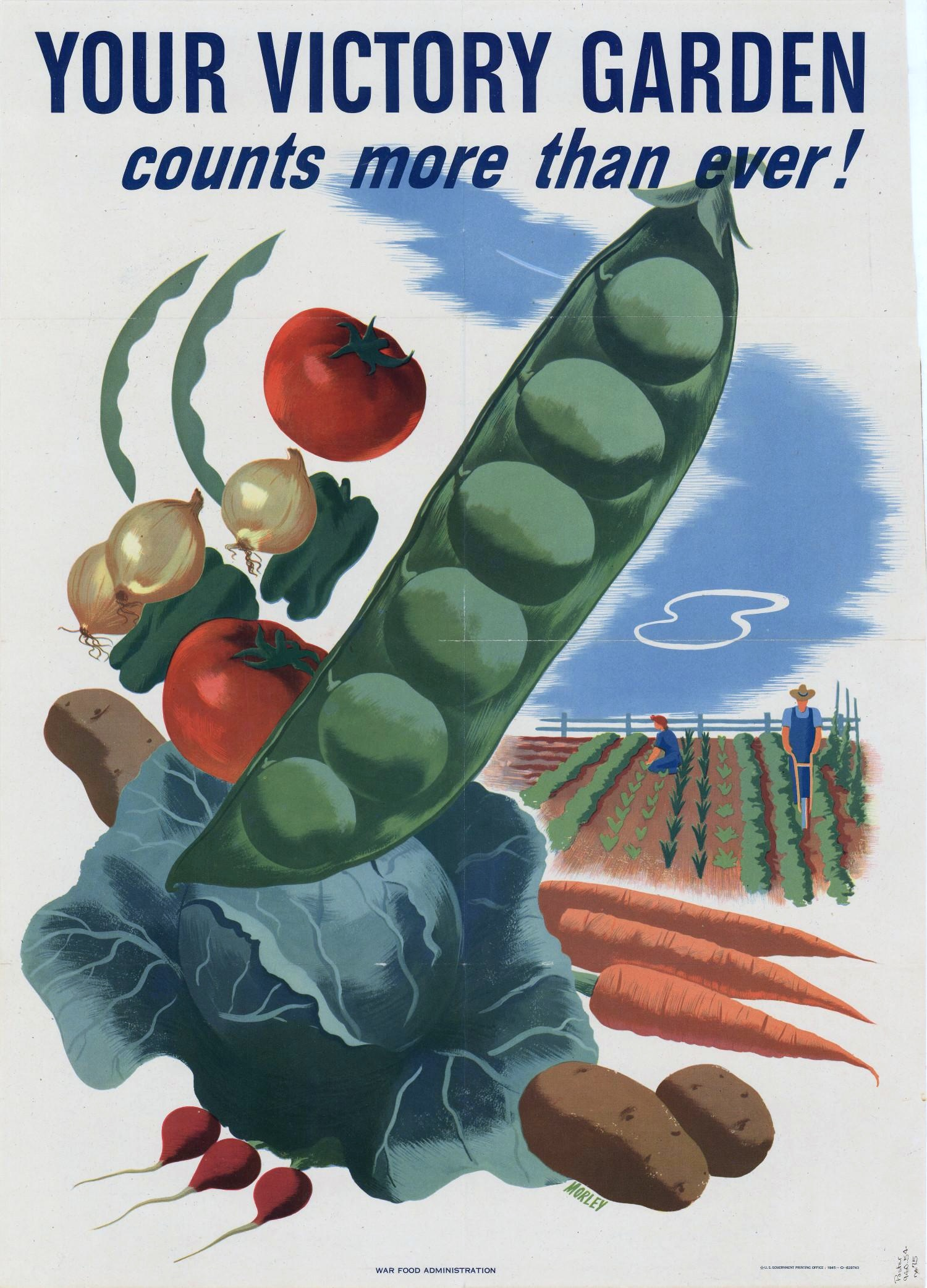
US-amerikanisches Werbeplakat aus der Zeit des Zweiten Weltkriegs, das für sogenannte Victory Gardens wirbt.

Städtischer Gartenbau wird betrieben, seit es Städte gibt. Wegen der geringen Haltbarkeit vieler Lebensmittel war es bis zu der in der zweiten Hälfte des 19. Jahrhunderts einsetzenden Verbesserung von Transportmöglichkeiten nicht möglich, diese weit zu transportieren. Städte wiesen deswegen in der Regel Viertel auf, in denen frisches Obst und Gemüse produziert wurden (Marktgärten). Der deutsche Landbesitzer und Wirtschaftsgeograf Johann Heinrich von Thünen entwickelte im 19. Jahrhundert ein Landnutzungsmodell (die sogenannten Thünensche Ringe), das die Nachfrage der Stadtbevölkerung und die Transportkosten und -möglichkeiten gewichtete. Eine rational handelnde Bevölkerung baute in unmittelbarer Nähe der Städte schnell verderbliche Lebensmittel an, die auf den Märkten der Stadt hohe Preise erzielen konnte. Je transportfähiger ein Lebensmittel war, desto weiter entfernt wurde es von den Absatzmärkten angebaut.
Eine Reihe von schnell verderblichen Lebensmitteln traf auf so hohe Nachfrage, dass der Anbau trotz des knappen und teuren Raums in den Städten stattfand. In Paris befanden sich beispielsweise in der 2. Hälfte des 19. Jahrhunderts die Stadtgärten im Bezirk Le Marais, der heute dem 3. und 4. Arrondissement entspricht. Geschätzte 8.500 selbständige Gärtner bauten auf etwa 1400 Hektar, ein Sechstel der Stadtfläche von Paris, Obst und Gemüse an. Der jährliche Ertrag wird auf 100.000 Tonnen geschätzt. Die Abhängigkeit der Stadtbevölkerung wurde auch während Kriegszeiten thematisiert. In den Vereinigten Staaten von Amerika, Kanada, Großbritannien und Deutschland wurde die Bevölkerung aufgefordert, jede verfügbare Fläche für den Anbau von Lebensmitteln zu nutzen („Dig for Victory“). Im englischsprachigen Raum nannte man diese Form des Gartenbaus Victory Gardens.
In der heutigen Zeit wird dem städtischen Gartenbau erneut höhere Aufmerksamkeit zuteil. Der Lagerbestand von Supermärkten ist, insbesondere bei verderblichen Waren, auf einen Verkauf innerhalb von drei Tagen ausgerichtet. Die Blockade von Transportwegen während eines Streiks britischer Lastwagenfahrer und Landwirte im Jahr 2000 und Naturkatastrophen wie der Hurrikan Katrina im Jahr 2005 haben gezeigt, dass es in Großstädten nach drei Tagen zu massiven Versorgungsengpässen kommt, wenn diese vom Umland abgeschnitten sind. Ewen Cameron, Baron Cameron of Dillington, der Leiter einer Kommission, die im Auftrag der britischen Regierung die Versorgungslage von britischen Städten untersuchte, umschrieb 2007 die störanfällige Versorgungslage mit nine meals from anarchy (neun Mahlzeiten bis zur Anarchie).
An der Humboldt-Universität zu Berlin wurde an der Landwirtschaftlich-Gärtnerischen Fakultät im Institut für Gartenbauwissenschaften im Januar 2003 die erste Professur für Urbanen Gartenbau (seit 2009 Urbane Ökophysiologie der Pflanzen) in Deutschland eingerichtet.
In Bamberg soll das vom Bund geförderte Modellprojekt Urbaner Gartenbau die bestehenden Strukturen innerhalb der Stadt stärken und als Vorbild für zukünftige Projekte dienen. Ziel des Projektes ist es, Gärtnerbetriebe und Gärtnerflächen als Teil des UNESCO-Welterbes sowie als prägendes stadtstrukturelles Element zu erhalten und behutsam weiterzuentwickeln.

## Beispiele für zeitgenössischen städtischen Gartenbau
Städtischer Gartenbau kann störanfällige Versorgungslagen von Städten verbessern:
- In Moskau und St. Petersburg – beides Städte, in denen die Bevölkerung immer wieder schlechte Versorgung mit Lebensmitteln durchlebt – bauen 65 respektive 50 Prozent der Stadtbevölkerung einen Teil ihrer Nahrungsmittel selbst an.[16]
- In Kuba führte der Zusammenbruch der Sowjetunion, dem bis dahin wichtigsten Handelspartner, zu weitreichenden Versorgungsproblemen. Bis dahin war Kuba in der Lage, durch den Verkauf von Zucker an die Sowjetunion zu Preisen, die über dem Weltmarktniveau lagen, den Import von zwei Drittel der benötigten Lebensmittel, den gesamten Ölbedarf und 80 Prozent seiner landwirtschaftlichen Maschinen zu finanzieren.[17] In Kuba wurde die Versorgung der Bevölkerung nach dem Zusammenbruch der Sowjetunion von großen, auf den Einsatz von Traktoren angewiesenen Farmen auf organoponicos, kleine landwirtschaftliche Betriebe in oder am Rande von Städten, umgestellt. Zu Beginn des 21. Jahrhunderts stammten 90 % der frischen Lebensmittel, die in Havanna verkauft wurden, aus solchen organoponicos, die weder auf große landwirtschaftliche Maschinen angewiesen sind noch einen hohen Ölbedarf haben, um ihre Produkte zu den Verbrauchern zu transportieren.[18]
- Zu den bekannteren Beispielen zeitgenössischen städtischen Gartenbaus zählen zwei Projekte im US-amerikanischen Bundesstaat Kalifornien. Die später zwangsgeräumte South Central Farm wurde von lateinamerikanischen Immigranten errichtet, deren verarmter Stadtteil mit Supermärkten unterversorgt war. Sie nutzten eine Stadtbrache für den Anbau frischer Lebensmittel und als sozialen Treffpunkt. Langfristig erfolgreicher war die Fairview Gardens Farm in einem Vorort von Santa Barbara, die 1997 als eines der ersten landwirtschaftlichen Anbaugebiete der USA unter Schutz gestellt wurde.[19]

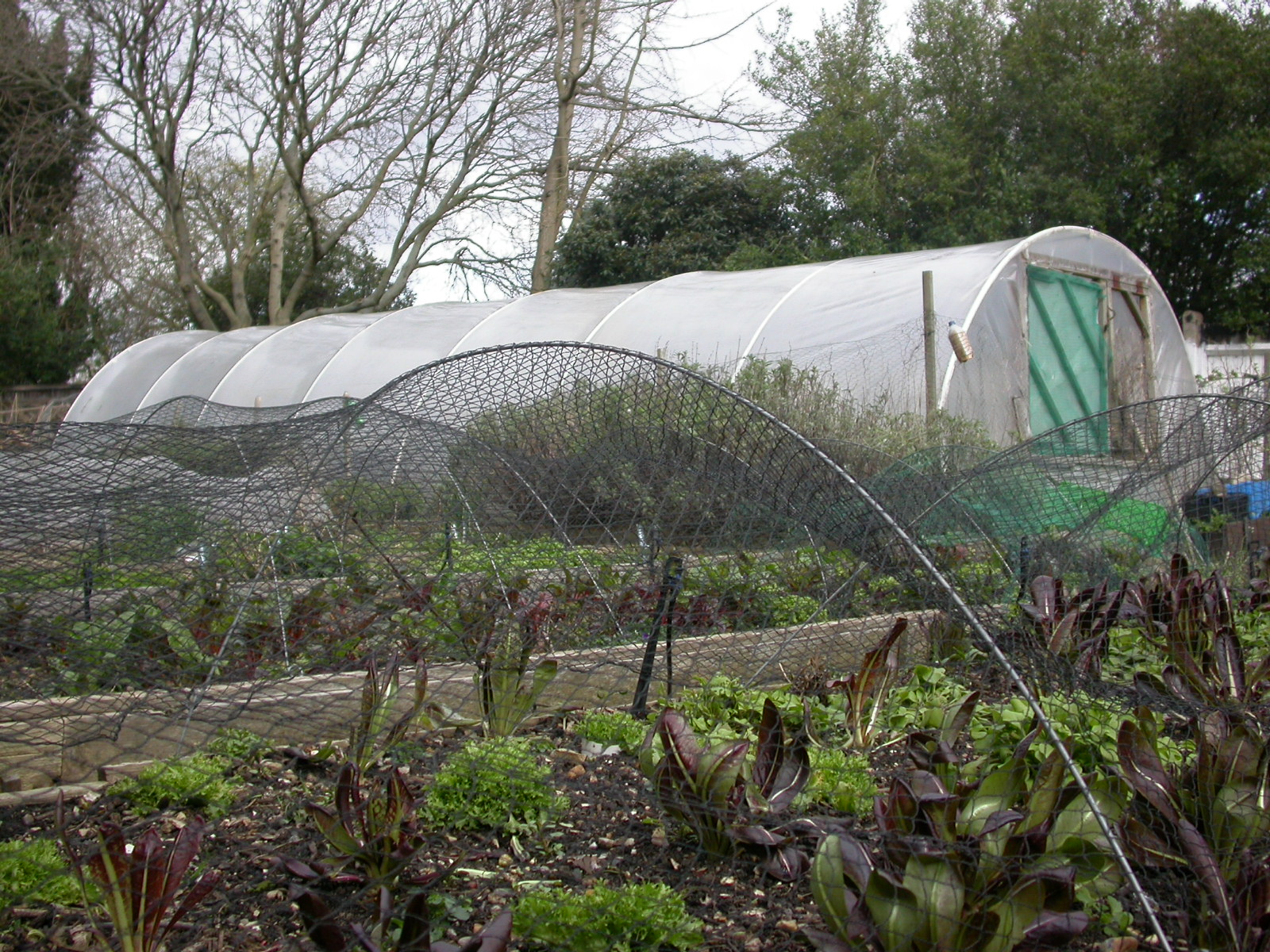
Salatanbau in einem städtischen Gemeinschaftsgarten (Springfield Park, Clapton, North London)
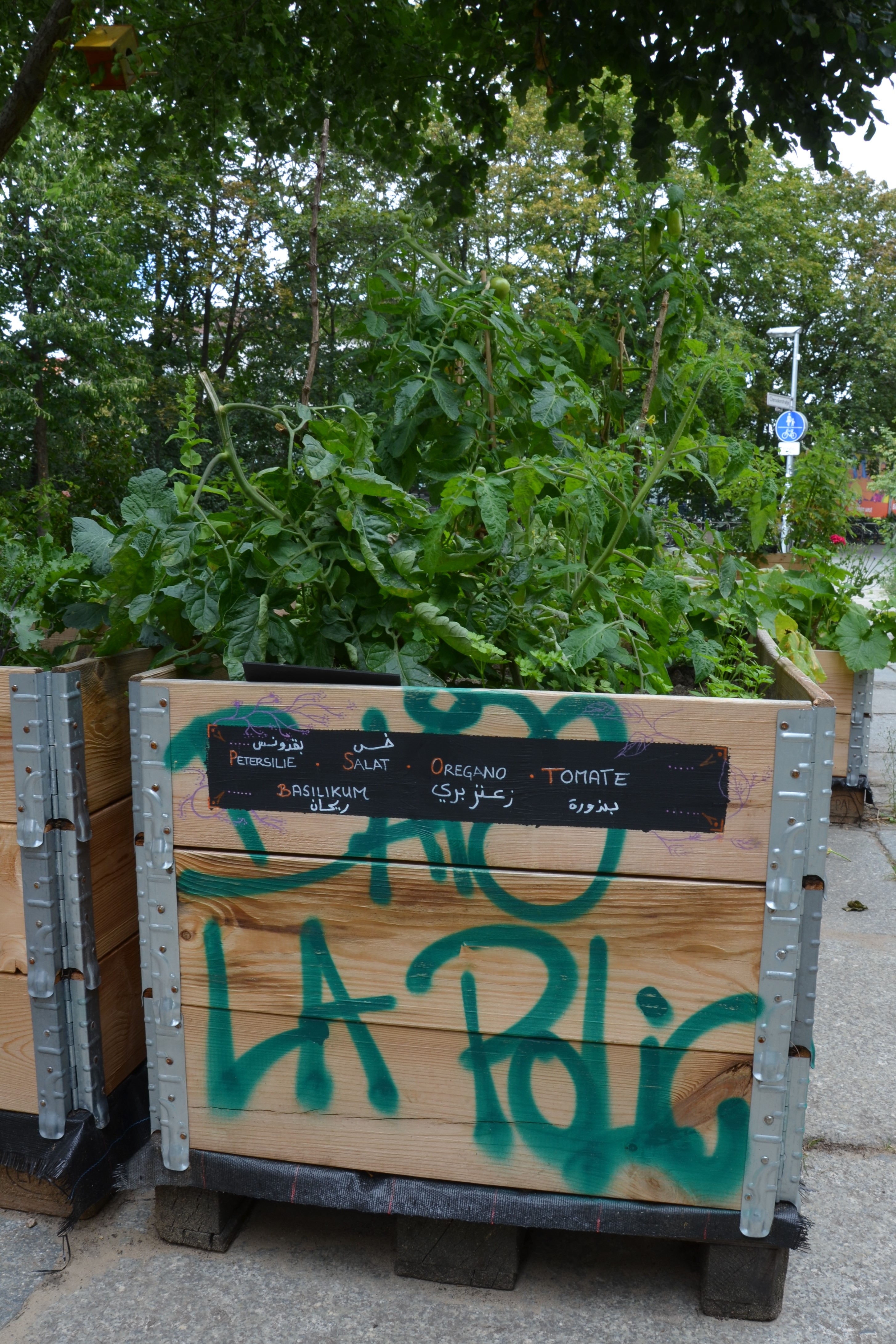
Im Inselgarten (2016) auf der Roten Insel in Berlin-Schöneberg werden die Hochbeete mehrsprachig ausgezeichnet. Das Gemeinschaftsprojekt soll Integration unterstützen.
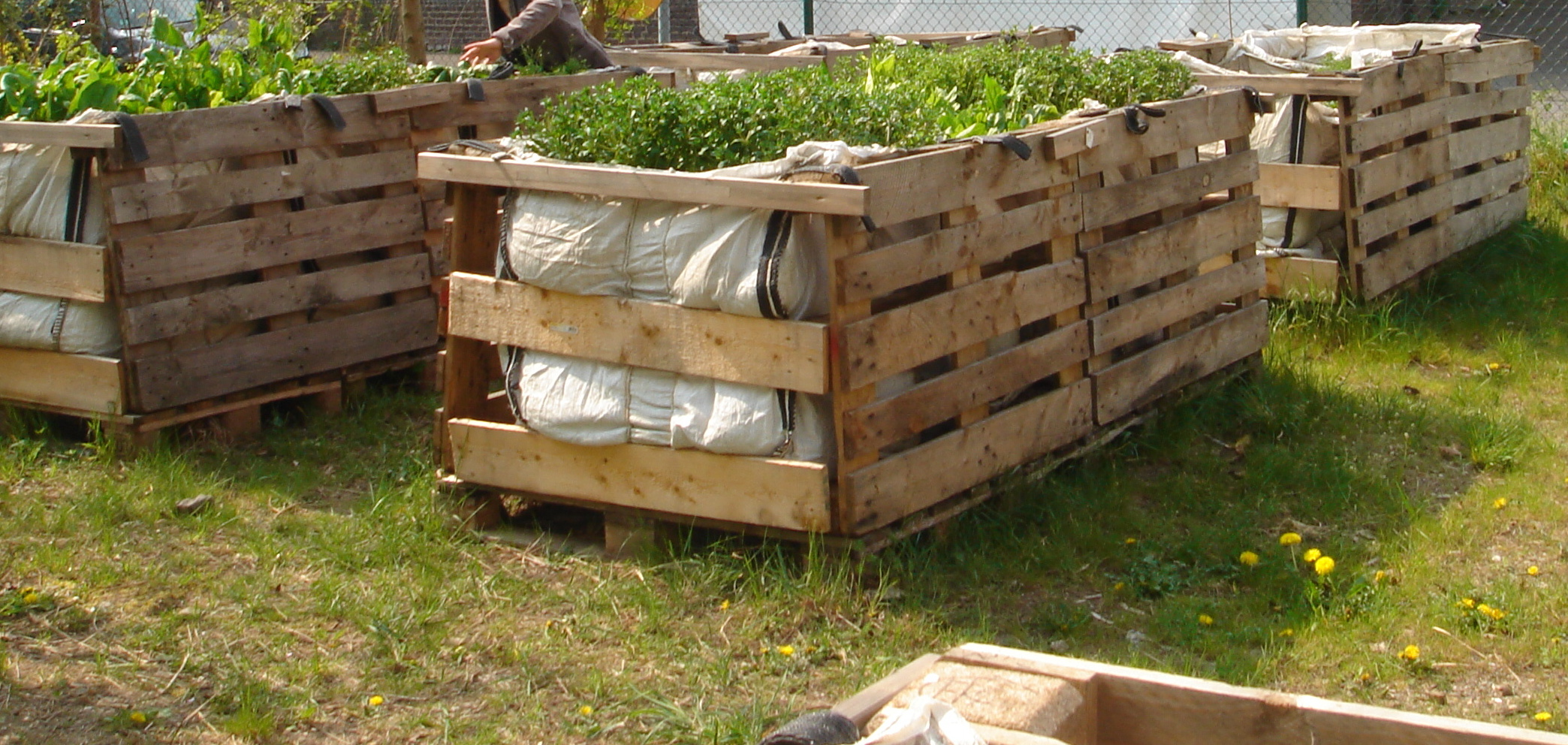
Mobiler Gemeinschaftsgarten mit typischem Hochbeet aus umgebauten Paletten.
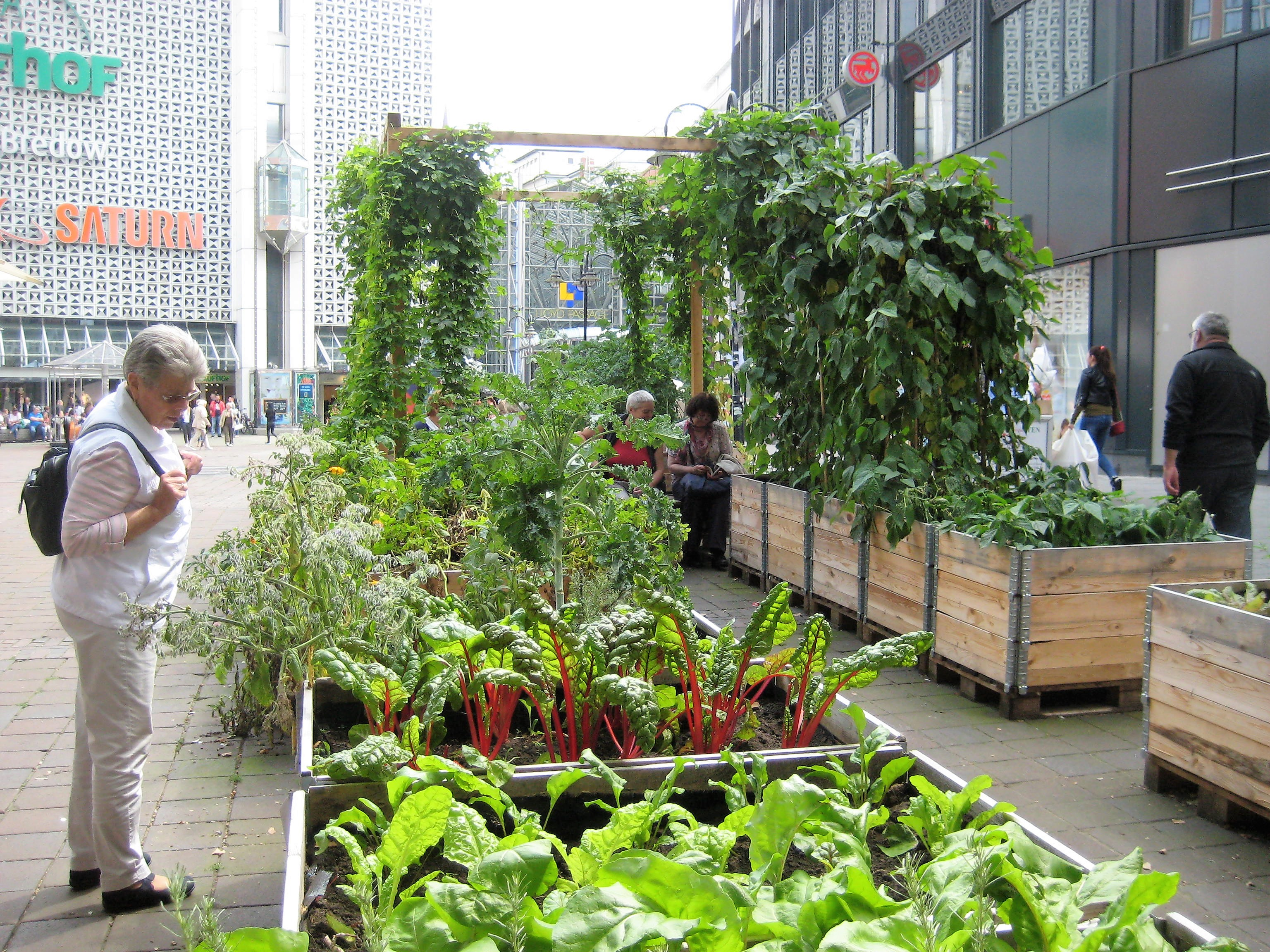
Hochbeet-Projekt auf dem Hanseatenhof in der Bremer Innenstadt, 2017
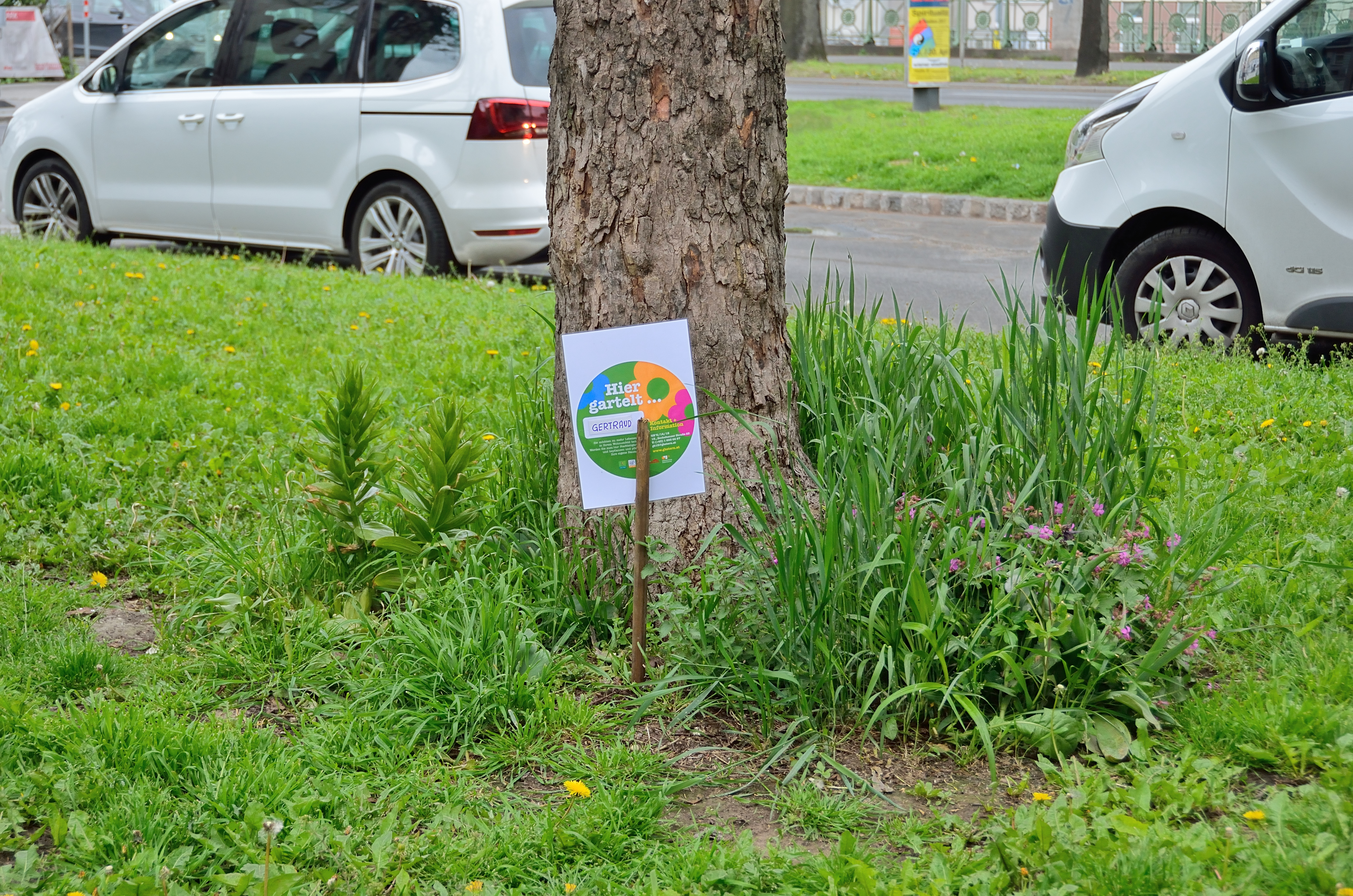
Von Einzelpersonen betreute Grünfläche im öffentlichen Raum in Wien

- Der Evangelische Friedhof Matzleinsdorf begann 2017, auf aufgelassenen Gräbern Urban Gardening zuzulassen.[20][21]

## Formen
- Gemeinschaftsgarten (Community Gardens)
- Guerilla Gardening
- Interkulturelle Gärten
- Kleingarten (Schrebergärten)
- Dachgarten
- Permakultur
- Vertikale Landwirtschaft
- Aquaponik
- Kartoffeltonne

## Film
- 2008: The Garden, oscar-nominierter Dokumentarfilm über den South Central Park
- 2017: Christian Beyer: Ernten was man sät. Transition Bamberg, abgerufen am 11. März 2020. Film über die Errichtung des ersten Selbsterntegartens in Bamberg.
- 2018: Gerhard Hagen: Nicht nur Süßholzraspler und Zwiebeltreter. Gärtnertradition in Bamberg. SEHDITION. Verlag für Sehenswertes, abgerufen am 11. März 2020.
- 2019: Frankenrundschau/ BR: Die „neuen“ Bamberger Gärtner im Selbsterntegarten: Hobby-Gärtner mit Gemüse[22]